# Luçije Gjini
Luçije Gjini lub Lucie Gjini (ur. 2 maja 1994 w Durrësie) – albańska piłkarka, w 2013 roku dołączyła do reprezentacji Albanii.